# Дземешкевич, Николай Венедиктович
Николай Венедиктович Дземешкевич (1899, Орша, Оршанский уезд, Могилёвская губерния, Российская империя — 12 февраля 1960, Ашхабад, Туркменская ССР, СССР) — советский хозяйственный, государственный и партийный деятель.

## Биография
Родился в 1899 году в Орше. Член КПСС с 1925 года.
С 1917 года — на хозяйственной, общественной и политической работе. В 1917—1957 гг. — рабочий, воин красногвардейского железнодорожного соединения, на партийной работе в Туркменской ССР, первый секретарь Керкинского райкома, инструктор, заместитель заведующего отделом ЦК КП Туркменистана, 1-й секретарь Ашхабадского обкома КП Туркменистана (1941—1943), секретарь ЦК КП Туркменистана, 1-й секретарь Ташаузского обкома КП Туркменистана (1944—1948), секретарь партийной коллегии ЦК КП Туркменистана.
Избирался депутатом Верховного Совета Туркменской ССР 2-го созыва.
Умер в Ашхабаде в 1960 году.